# Oak Grove (Oklahoma)
Oak Grove is een plaats (town) in de Amerikaanse staat Oklahoma, en valt bestuurlijk gezien onder Pawnee County.

## Demografie
Bij de volkstelling in 2000 werd het aantal inwoners vastgesteld op 18.

## Geografie
Volgens het United States Census Bureau beslaat de plaats een oppervlakte van
0,3 km², geheel bestaande uit land.

## Plaatsen in de nabije omgeving
De onderstaande figuur toont nabijgelegen plaatsen in een straal van 12 km rond Oak Grove.